# Jaapiella dittrichi
Jaapiella dittrichi är en tvåvingeart som först beskrevs av Ewald Rübsaamen 1895.  Jaapiella dittrichi ingår i släktet Jaapiella och familjen gallmyggor. Inga underarter finns listade i Catalogue of Life.